# Philippe Claude
Philippe Claude es un deportista francés que compitió en vela en la clase 470. Ganó dos medallas de bronce en el Campeonato Mundial de 470, en los años 1979 y 1980.

## Palmarés internacional
| Campeonato Mundial | Campeonato Mundial       | Campeonato Mundial | Campeonato Mundial |
| Año                | Lugar                    | Medalla            | Clase              |
| ------------------ | ------------------------ | ------------------ | ------------------ |
| 1979               | Medemblik (Países Bajos) | Medalla de bronce  | 470                |
| 1980               | Porto Alegre (Brasil)    | Medalla de bronce  | 470                |